# Comté de George
Le comté de George est situé dans l’État du Mississippi, aux États-Unis. Il comptait 24 350 habitants en 2020. Son siège est Lucedale.